# Gangeśa Kaśjapa
Gangeśa Kaśjapa (znany także jako Gangeśwara) (XII–XIII w.) – filozof indyjski, twórca systemu filozoficznego znanego jako nowa njaja. Swoje poglądy wyłożył w sanskryckim dziele Tattvacintamani.